# Сан-Жозе-ду-Алегри
Сан-Жозе-ду-Алегри (порт. São José do Alegre) — муниципалитет в Бразилии, входит в штат Минас-Жерайс. Составная часть мезорегиона Юг и юго-запад штата Минас-Жерайс. Входит в экономико-статистический  микрорегион Санта-Рита-ду-Сапукаи. Население составляет 4158 человек на 2006 год. Занимает площадь 89,243 км². Плотность населения — 46,6 чел./км².

## История
Город основан 12 декабря 1953 года.

## Статистика
- Валовой внутренний продукт на 2003 год составляет 11 963 769,00 реалов (данные: Бразильский институт географии и статистики).
- Валовой внутренний продукт на душу населения на 2003 год составляет 2994,69 реалов (данные: Бразильский институт географии и статистики).
- Индекс развития человеческого потенциала на 2000 год составляет 0,756 (данные: Программа развития ООН).

## География
Климат местности: горный тропический.